# Kotlán Sándor
Kotlán Sándor (Szomolány, 1887. július 14. – Budapest, 1967. december 22.) magyar állatorvos, egyetemi tanár, Kossuth-díjas, az MTA rendes tagja.

## Élete
A budapesti Állatorvosi Főiskolán 1911-ben szerzett oklevelet, majd 1913-tól tanársegéd lett a főiskola kórbonctani intézetében. 1921-től segédtanár, a parazitológia előadója, 1925-től rendkívüli tanár. 1935-től rendes tanár, az általa alapított Általános Állattani és Parazitológiai Tanszék vezetője. 1947-49 között, majd 1951-1952 között az Állatorvostudományi Kar dékánja. 1963-tól a Magyar Parazitológusok Társaságának elnöke, majd 1966-tól tiszteletbeli elnöke.

## Főbb művei
- Manninger R, Kotlán S 1931. A szárnyas baromfi fertőző és parasitás betegségei. Állatorvosi Kézikönyvtár XXIV, Budapest.
- Kotlán S 1935. Fonálférgek. Mételyek. Galandférgek. In: Brehm A: Az állatok világa; ford. Budapest.
- Kotlán S 1941. A magyar állatorvosképzés története 1787-1937. Pátria, Budapest.
- Kotlán S 1944. Parazitológia. Magyar Országos Állatorvos Egyesület, Budapest.
- Kotlán S 1953. Parazitológia. Mezőgazdasági Kiadó, Budapest.
- Kotlán S 1960. Helminthologie. Die Helminthosen der Haus- und Nutztiere unter Berücksichtigung der Helminthosen des Menschen. Akadémiai Kiadó, Budapest.
- Kotlán S, Kobulej T 1972. Parazitológia. Mezőgazdasági Kiadó, Budapest.

## Szerkesztői munkája
- Állatorvosi Lapok, 1929-1944
- Magyar Állatorvosok Lapja, 1946-1952
- Acta Veterinaria Hungarica, 1948-1967

## Tudományos fokozatai és díjai
- az MTA levelező tagja (1946)
- az MTA rendes tagja (1951)
- Kossuth-díj (1951)
- Munka Vörös Zászló Érdemrend (1957)
- Theodor Kitt-plakett (1962)
- Hutÿra Ferenc-emlékérem (1962)
- az Állatorvostudományi Egyetem díszdoktora (1962)

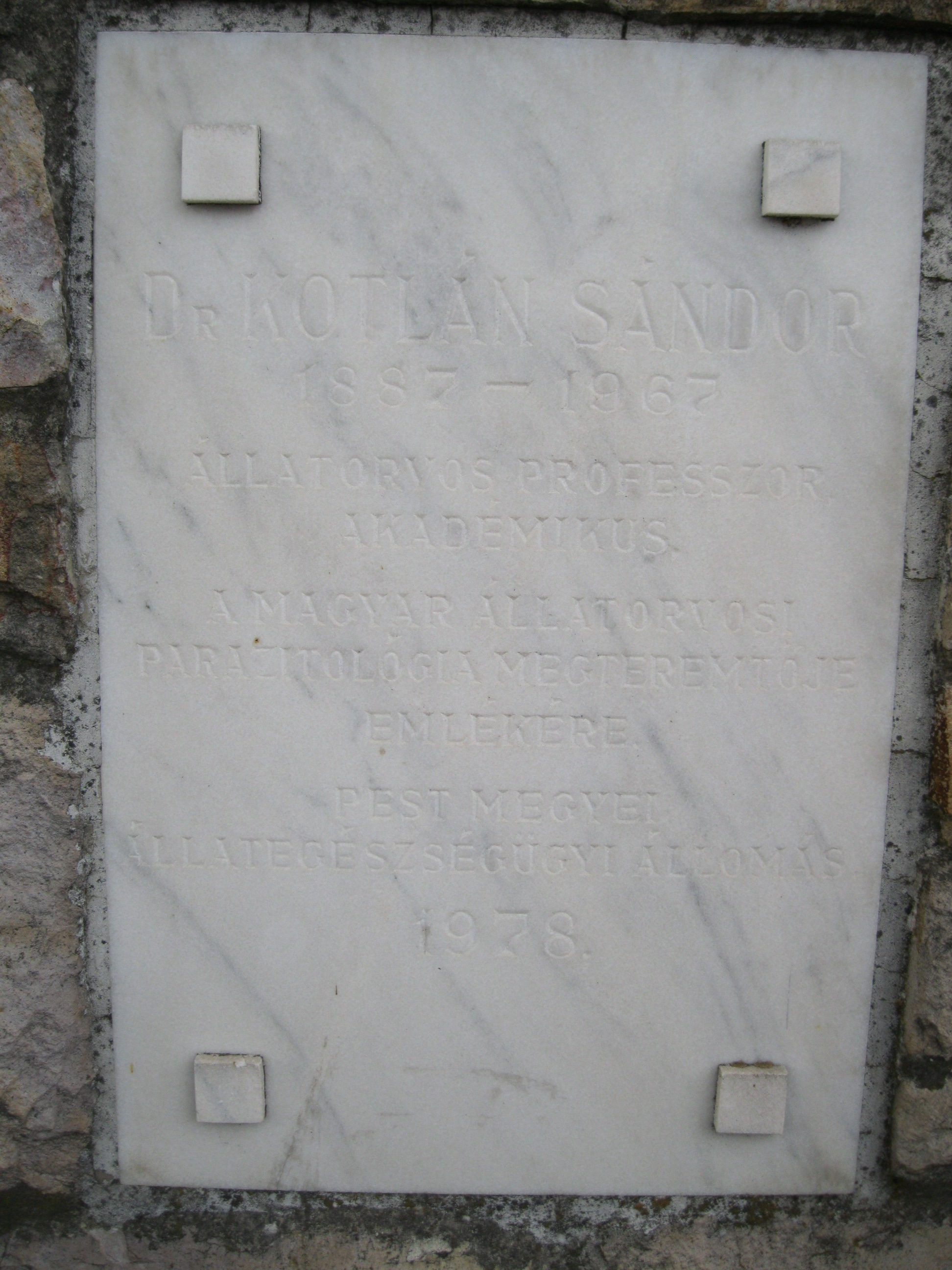
Emléktáblája Gödöllőn

## Emlékezete
- Sírja a Farkasréti temetőben található [6/1-1-19]
- Kotlán Sándor emlékülés, Magyar Parazitológusok Társasága (MPT), Állatorvostudományi Egyetem (ÁOTE) 1977. június 9–10.
- Kotlán Sándor emlékülés, MPT, ÁOTE, MTA, 1987. április 24–25.
- Kotlán Sándor emlékülés, MPT, ÁOTE, 1997. november 12.
- Kotlán Sándor emlékülés, MPT, SzIE, ÁOTK, 2007. november 20.
- Kotlán Sándor utca:
  - Gödöllő, 1977- (itt egy emléktáblát is állítottak tiszteletére)
  - Kulcs, 2007-